# Jef van der Heyden
Pour les articles homonymes, voir Heyden.
Jef van der Heyden, né à Hilvarenbeek le 7 juin 1926 et mort à Meerle le 23 juin 2011 , est un réalisateur néerlandais.

## Filmographie
- 1979 : Kasper in de onderwereld (scénario et réalisation)
- 1970 : Move court-métrage
- 1967 : Ongewijde Aarde (scénario et réalisation)
- 1966 : In het belang van de staat court-métrage
- 1966 : Blauw licht (scénario et réalisation)
- 1963 : Fietsen naar de Maan (scénario et réalisation)
- 1961 : De Laatste Passagier (scénario et réalisation)
- 1961 : Koen court-métrage
- 1960 : De zaak M.P.